# 長鼻目
長鼻目（ちょうびもく、学名: Proboscidea）は、哺乳綱に分類される目。別名ゾウ目（ゾウもく）。

## 呼称
目名の由来になった προβοσκίς (proboskis) は「象の鼻」を意味する古いギリシア語。
日本語ではこれを訳して「長鼻目」（ちょうびもく）と呼ぶ。

## 現生種
現生種は3種（2種）で、全てゾウ科（ゾウ）に含まれる。
マルミミゾウは、かつてはアフリカゾウの亜種とされており、そのころから種として独立させるべきとの意見が根強かったが、DNA解析による知見から、サバナのアフリカゾウとは別系統にあることが確認され、あらためて独立種となったものである。
いずれの種も、乱獲や棲息地の減少と分断によって減少しており、現生種はわずかで数も少なく、絶滅に向かっているグループであるといえる。
分類
以下の現生の分類群・英名は、Shoshani (2005) に従う。和名は川田ら(2018)に従う。
- ゾウ科 Elephantidae
  - アジアゾウ属 Elephas
    - Elephas maximus アジアゾウ Asian elephant

  - アフリカゾウ属 Loxodonta
    - Loxodonta africana アフリカゾウ African bush elephant
    - Loxodonta cyclotis マルミミゾウ African forest elephant

## 進化史
長鼻類はアフリカ獣類に含まれ、白亜紀には北方真獣類とは既に分岐していたグループに含まれる。長鼻類含むアフリカに起源をもった有蹄草食哺乳類達（現生のものは長鼻目、海牛目、岩狸目）は祖先を共有する一群とされ、これは近蹄類と呼ばれる。更にこの中でも長鼻目と海牛目の両者は、より近縁同士であるとみられ、これらをまとめてテティス獣類と呼ぶ。化石から知られる初期の長鼻類は、初期の海牛類同様に水陸両棲傾向が強い（現在で言えばカバのような）植物食動物であったとみられる。
長鼻目（ゾウ類）はおよそ180種の化石種が知られる。多くの化石が見つかっており、進化の過程がよくわかっている。長鼻類の化石は古第三紀初期（5000万年以上前）まで遡ることができ、現在知られる最古のものとして、モロッコの暁新世層から出土したフォスファテリウムがある。
当時、アフリカ大陸はテチス海によって他の陸地（ユーラシア）から隔てられており、長鼻類を含むアフリカ獣類は、この隔絶された大陸で、独自の進化を遂げた。始新世には、アフリカのヌミドテリウム、バリテリウム、モエリテリウム（メリテリウム）、インド亜大陸（当時、インドはテチス海を挟みアフリカに近い位置にあった島大陸だった）のアントラコブネ類など、非常に原始的な長鼻類が何種か知られている（アントラコブネ類は長鼻類でなく原始的なサイに近い奇蹄類だったともされる）。これらは遠浅で温暖な海であったテチス海の海岸沿いを中心に棲息していたと思われる。始新世末期から漸新世にかけて、長鼻目はデイノテリウム亜目（ダイノテリウム亜目）と、現生のゾウ類に連なるゾウ亜目とに分岐した。
中新世になると、新しい造山運動によってテチス海が分断され、アフリカとヨーロッパが地続きとなった。長鼻類はこのときにできた陸橋を通って、分布域を広げた。長鼻類はアフリカ大陸からユーラシア大陸、更にベーリング陸橋を渡ってアメリカ大陸にまで進出し、海洋で隔てられ孤立したオーストラリア大陸と南極大陸以外の全大陸に生息する事になる。世界各地に数十種に及ぶ長鼻類が分布し、中新世は長鼻類の最盛期となった。2つの亜目のうち、デイノテリウム類は、アジア・ヨーロッパに分布域を広げ、中新世から更新世にかけて繁栄したが、更新世に姿を消した。その特徴は、下あごから湾曲しながら腹側後方へ伸びる、独特の牙（門歯の発達したもの）にあった。デイノテリウム類には肩高 4 m に及ぶものもあり、インドリコテリウムに次いで、史上2番目にサイズの大きな陸生哺乳類とされることもある。
一方、ゾウ亜目は中新世以降、著しく発展した。プラティベロドンやアメベロドンなどの“シャベルキバゾウ”がこれに含まれる。系統関係はまだ議論の途上にあるが、漸新世にマムート科（マストドン類）が分岐し、中新世に基幹的なグループとして、やはり下あごのシャベル状の牙を特徴とするゴンフォテリウム科が派生した。ゴンフォテリウム類は非常に繁栄し、アジア、ヨーロッパ、アフリカ、北アメリカに広く分布していた。日本からもアネクテンスゾウ、ミヨコゾウ、センダイゾウなどが発掘されている。また、ステゴドン科とゾウ科は、このゴンフォテリウム科からさらに分化したものと考えられる。鮮新世以降まで存続したゾウ亜目のグループでは、一般的にサイズの著しい大型化が見られる。
2003年12月の発見により、現生のゾウに似た種は、2600万年ほど前に現れたと考えられるようになった。これらの種の進化は、主に頭骨とあごの比率および牙と大臼歯の形状に関わるものであった。初期のゾウ類の多くは、上下のあごに1対ずつ、計4本の短い牙をもっていた。
中新世後期（約700万年前）にゴンフォテリウム類から生じたと考えられるプリムエレファスは、マンモス類と現代のゾウ類の直接の祖先に当たるとされる。約500万年前に世界的な寒冷化が始まると、ほとんどの長鼻類はこれに適応できず、多くの種は絶滅した。氷期にも、現生ゾウ類によく似たマンモスやマストドンのような寒冷化に適応した種が少なからず存在したが、人類による狩猟が盛んになった更新世を迎え、その多くが絶滅している。特に更新世の末期、地球の急速な温暖化が進行したこともあってか、寒冷化に適応していた種は完全に姿を消した。

## 形態的特徴
長鼻目（ゾウ類）の進化傾向として、体の大型化が挙げられる。アフリカゾウの雄は4 - 6トン、マンモス属の一種では最大11トンにもなった。このような大きな体を支えるために、ゾウ類の四肢骨は胴の下にまっすぐ伸び、内部は海面質の骨で満たされている。
大きな体を支えるには大量のエサ（植物）を食べる必要があることから、臼歯もすり減りに対応した特殊な構造が見られる。初期のゾウでは他の哺乳類同様、6本の頬歯が一緒に生えているが、進化を進めるにつれ、「水平交換」という臼歯の交換方法を進化させた。これは各顎には大きな1本の臼歯しか生えず、その臼歯がすり減り前端が少しずつ欠けるのに伴って後ろから次の臼歯が押し出してくるというものである。これにより臼歯の寿命を大変長くすることに成功した。ゾウ科ではさらに一つの臼歯の高さが高くなり、歯の寿命がより長くなっている。
長い牙もゾウ類の特徴であり、上下の第二切歯が変化したものである。初期の頃はエサを集めるために使ったと思われるが、進化が進むにつれ次第にディスプレイの要素が大きくなっていったようである。
また、ゾウ類は長い鼻が特徴である。長く重い2本の牙、大きな4本の臼歯、巨大な頭骨や下顎骨により、首を長くしたり膝をついて水を飲むのは無理が多いことから、鼻をホースのように使って水を吸い上げるのが最も効率的であり、その結果、長い鼻が進化したと考えられる。

## 絶滅種を含めた分類
2024年時点の分類は以下。
- Proboscidea Illiger, 1811　長鼻目
  - †Plesielephantiformes Shoshani et al., 2001
    - †Eritherium Gheerbrant, 2009 エリテリウム
    - †Daouitherium Gheerbrant & Sudre, 2002　ダオウイテリウム
    - †Phosphatheriidae Gheerbrant et al., 2005 フォスファテリウム科
      - †Phosphatherium Gheerbrant et al., 1996　フォスファテリウム
      - †Khamsaconus Sudre et al., 1993 ハムサコヌス

    - †Barytherioidea Andrews, 1906
      - †Numidotheriidae Shoshani & Tassy, 1992　ヌミドテリウム科
        - †Numidotherium Mahboubi et al., 1986　ヌミドテリウム

      - †Barytheriidae Andrews, 1906 バリテリウム科
        - †Omanitherium Seiffert et al., 2012  オマニテリウム
        - †Barytherium Andrews, 1901  バリテリウム
        - †Arcanotherium Delmer, 2009

  - †Deinotherioidea Bonaparte, 1845
    - †Deinotheriidae Bonaparte, 1845 デイノテリウム科
      - †Chilgatheriinae Sanders et al., 2004　チルガテリウム亜科
        - †Chilgatherium Sanders et al., 2004　チルガテリウム

      - †Deinotheriinae Bonaparte, 1845　デイノテリウム亜科
        - †Prodeinotherium Ehik, 1930　プロデイノテリウム
        - †Deinotherium Kaup, 1829　デイノテリウム

  - †Saloumia Tabuce et al., 2019　サルーミア
  - †Moeritherioidea Andrews, 1906
    - †Moeritheriidae Andrews, 1906
      - †Moeritherium Andrews, 1901　モエリテリウム

  - Elephantiformes Tassy, 1988
    - †Eritreum Shoshani et al., 2006
    - †Hemimastodon Pilgrim, 1912
    - †Palaeomastodon Andrews, 1901
    - †Phiomia Andrews & Beadnell, 1902
    - Elephantimorpha Tassy & Shoshani, 1997
      - †Mammutidae Hay, 1922
        - †Losodokodon Rasmussen & Gutierrez, 2009
        - †Eozygodon Tassy & Pickford, 1983
        - †Zygolophodon Vacek, 1877
        - †Sinomammut Mothé et al., 2016
        - †Mammut Blumenbach, 1799　マストドン

      - Elephantida Tassy & Shoshani, 1997
        - †Choerolophodontidae Gaziry, 1976
          - †Afrochoerodon Pickford, 2001
          - †Choerolophodon Schlesinger, 1917

        - †Amebelodontidae Barbour, 1927　アメベロドン科
          - †Afromastodon Pickford, 2003
          - †Progomphotherium Pickford, 2003
          - †Eurybelodon Lambert, 2016
          - †Serbelodon Frick, 1933
          - †Archaeobelodon Tassy, 1984
          - †Protanancus Arambourg, 1945
          - †Amebelodon Barbour, 1927　アメベロドン
          - †Konobelodon Lambert, 1990
          - †Torynobelodon Barbour, 1929
          - †Aphanobelodon Wang et al., 2016
          - †Platybelodon Borissiak, 1928　プラティベロドン

        - †Gomphotheriidae Hay, 1922
          - †Gomphotherium Burmeister, 1837　ゴンフォテリウム
          - †Blancotherium May, 2019
          - †Gnathabelodon Barbour & Sternberg, 1935
          - †Eubelodon Barbour, 1914
          - †Stegomastodon Pohlig, 1912
          - †Sinomastodon Tobien et al., 1986
          - †Notiomastodon Cabrera, 1929
          - †Rhynchotherium Falconer, 1868
          - †Cuvieronius Osborn, 1923

        - Elephantoidea Gray, 1821
          - †Anancidae Hay, 1922
            - †Anancus Aymard, 1855
            - †Morrillia Osborn, 1924
            - †Paratetralophodon Tassy, 1983
            - †Pediolophodon Lambert, 2007
            - †Tetralophodon Falconer, 1857

          - †Stegodontidae Osborn, 1918
            - †Stegolophodon Schlesinger, 1917
            - †Stegodon Falconer, 1857　ステゴドン（アケボノゾウ、ミエゾウ、トウヨウゾウ、ハチオウジゾウ）

          - Elephantidae Gray, 1821　ゾウ科
            - †Stegotetrabelodontinae Aguirre, 1969
              - †Stegodibelodon Coppens, 1972
              - †Stegotetrabelodon Petrocchi, 1941
              - †Selenotherium Mackaye, Brunet & Tassy, 2005

            - Elephantinae Gray, 1821
              - †Primelephas Maglio, 1970
              - Loxodonta Anonymous, 1827　アフリカゾウ属（アフリカゾウ、マルミミゾウ）
              - †Palaeoloxodon Matsumoto, 1924　パレオロクソドン属（ナウマンゾウ）
              - †Mammuthus Brookes, 1828　マンモス（ケナガマンモス、コロンビアマンモス、トロゴンテリーゾウ、ムカシマンモス、メリジオナリスゾウ）
              - Elephas Linnaeus, 1758　アジアゾウ属（アジアゾウ、エレファス・レッキー）